# Črni ploščec
Črni ploščec (znanstveno ime Libellula fulva) je raznokrili kačji pastir iz družine ploščcev, ki živi v večjem delu Evrope in zahodni Aziji.

## Telesne značilnosti
V dolžino meri med 42 in 45 mm, od tega zadek od 25 do 29 mm. Zadnje krilo je dolgo 32–38 mm. Po barvnem vzorcu se zlahka loči od podobnih kačjih pastirjev. Neodrasle osebke prepoznamo po temnih konicah, temnih progah na bazi in živorumenemu sprednjemu robu kril. Njihov zadek je oranžen, s temno progo na vrhu po vsej dolžini, ki se proti zadnjim členom širi. Odrasle samice imejo telo temnorjavo, samci pa med odraščanjem počrnijo, nato pa se jim zadek obarva sinje modro. Od drugih predstavnikov rodu Libellula se ločijo po veliki črni konici zadka (črno so obarvani členi od osmega do desetega), črni glavi in steklastemu videzu sicer modrih oči.

## Habitat in razširjenost
Živi ob zaraščenih počasi tekočih vodah, jezerih, ribnikih, mrtvicah, jarkih in podobnih vodnih telesih, ki jih obdaja visoko vodno rastlinje. Ličinke se zadržujejo med drobirjem okrog stebel teh rastlin. Razširjen je po vsej Srednji in Južni Evropi razen najbolj suhih območij ter na vzhodu do Kaspijskega jezera. Redke najdbe so znane tudi za skrajni jug Velike Britanije in Skandinavije. Ker se zadržuje le v habitatih z ustrezno kombinacijo lastnosti, je po vsem območju razširjenosti pogost le lokalno.
V Sloveniji je razširjen na obali, na Ljubljanskem barju in v severovzhodnem delu države, predvsem ob Muri. V tem delu območja razširjenosti je možno opazovati odrasle osebke od maja do avgusta, največ junija.